# Igor Kirzner
Igor Kirzner (Minsk, 3 maart 1964) is een Oekraïense dammer.
Hij werd zeven keer Oekraïens kampioen: in 1995, 1998, 1999, 2004 (gedeeld met Yuri Anikejev), 2005, 2018 en 2019. 
Zijn beste resultaten in internationale kampioenschappen zijn de 6e plaats in het Europees kampioenschap 1995 in Lubliniec en de 14e plaats in het wereldkampioenschap 2001 in Moskou. 

## Resultatenoverzicht
Hij nam negen keer deel aan het Europees kampioenschap dammen met de volgende resultaten: 
| jaar | locatie     | klassering        |
| ---- | ----------- | ----------------- |
| 1995 | Lubliniec   | 6e                |
| 1999 | Hoogezand   | 7e                |
| 2002 | Domburg     | uitg. in 4e ronde |
| 2006 | Bovec       | 16e               |
| 2008 | Tallinn     | 28e               |
| 2010 | Murzasichle | 26e               |
| 2012 | Emmen       | 19e               |
| 2014 | Tallinn     | 48e               |
| 2016 | Izmir       | gedeeld 15e       |

Hij nam vier keer deel aan het wereldkampioenschap dammen met de volgende resultaten: 
| jaar | locatie   | klassering     |
| ---- | --------- | -------------- |
| 1996 | Abidjan   | 5e in groep B  |
| 2001 | Moskou    | 14e            |
| 2005 | Amsterdam | 4e in groep C  |
| 2017 | Tallinn   | 19e in groep C |